# De Lelie

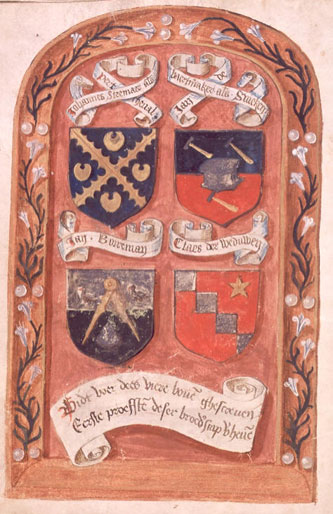
Manuscrit concernant la confrérie de Notre-Dame-des-Sept-Douleurs, environ 1500 ; représentation des écus et des noms, sur les banderoles, des quatre premiers « prévôts » de cette confrérie : de gauche à droite et de haut en bas Johannes Steemaer (Pertcheval), Jan de Baertmaker (Smeken), Jan Borreman et Claes der Weduwen.

De Lelie (en français : Le Lys) est une des chambres de rhétorique néerlandophones de Bruxelles ; la date de sa fondation reste inconnue. 

## Historique
Le « Lyelye » est mentionnée dans les comptes de la ville de 1485-1486 à l'occasion de la Joyeuse Entrée de Maximilien d'Autriche en 1486.  « De Lelypot de Bruessele » était présent au concours de Malines en 1493.  Le 1er avril 1493, Maximilien d'Autriche et Philippe le Beau accordèrent un sauf-conduit à la chambre pour son concours bilingue qui eut lieu le 12 mai 1493.  La chambre prit part au landjuweel d'Anvers en 1496.
De Lelie joua un rôle majeur dans la fondation de la confrérie de Notre-Dame des Sept Douleurs en 1499.  Le 15 septembre 1507, elle fusionna avec De Violette pour former 't Mariacransken.
Olivier de la Marche et son épouse adhérèrent aux frères du Lys (les « Leliebroeders »).  Son blason peint apparaît dans le registre de la confrérie de Notre-Dame des Sept-Douleurs, qui était étroitement liée à cette chambre de rhétorique et dans laquelle Jan Pertcheval et Jan Smeken remplissaient la charge de prévôt.  Il y entretint sans doute des contacts personnels avec Jan Pertcheval, « prinche » (prince) de la chambre, qui traduisit son Le Chevalier délibéré comme Den camp vander doot (Le Combat de la mort).

## Quelques membres
- Olivier de la Marche (1426-1502)
- Jan Pertcheval (?-1523)
- Jan Smeken (vers 1450-1517), facteur et poète urbain de Bruxelles à partir de 1485

## Ressources

#### Sur la littérature néerlandaise
- Littérature néerlandaise.

#### Sur les chambres de rhétorique
- Chambre de rhétorique ;
- Landjuweel.

#### Quelques chambres de rhétorique
- La chambre de rhétorique De Avonturiers (Warneton) ;
- La chambre de rhétorique De Baptisten (Bergues) ;
- La chambre de rhétorique Het Bloemken Jesse (Middelbourg) ;
- La chambre de rhétorique Den Boeck (Bruxelles) ;
- La chambre de rhétorique De Corenbloem (Bruxelles) ;
- Eerste Nederduytsche Academie (Amsterdam) ;
- La chambre de rhétorique De Egelantier (Amsterdam) ;
- La chambre de rhétorique De Fonteine (Gand) ;
- La chambre de rhétorique De Gheltshende (Bailleul) ;
- La chambre de rhétorique 't Mariacransken (Bruxelles) ;
- La chambre de rhétorique De Olijftak (Anvers) ;
- La chambre de rhétorique De Ontsluiters van Vreugde (Steenvoorde) ;
- La chambre de rhétorique De Persetreders (Hondschoote) ;
- La chambre de rhétorique De Royaerts (Bergues) ;
- La chambre de rhétorique Sainte-Anne (Enghien) ;
- La chambre de rhétorique Saint-Michel (Dunkerque) ;
- La chambre de rhétorique De Violette (Bruxelles) ;
- La chambre de rhétorique De Violieren (Anvers) ;
- La chambre de rhétorique De Witte Angieren (Haarlem).